# Asturská dynastie

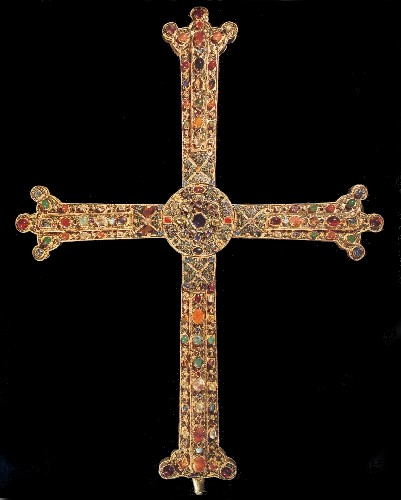
Vítězný kříž, symbol asturské dynastie

Asturská nebo astursko-leónská dynastie (španělsky dinastía asturiana nebo astur-leonesa) byl v letech 739 až 1037 vládnoucí rod království Asturie a Leónu. Za jejich vlády se království z malé horské enklávy stalo jednou z dominantních mocností Hispánie. 
První vládnoucí rodina Asturie trvala pouze dvě generace: Pelayo (718–737) a Favila (737–739). Po Favilovi nastoupil jeho švagr Alfons I., syn vévody Petra Kantabrijského a manžel Faviovy sestry Ermesindy. Založil dynastii, která měla trvat téměř 300 let.
První století se vláda střídala mezi potomky Alfonsa a potomky jeho bratra, Fruely Kantabrijského. Po smrti Alfonsova Alfonse II (842) převzali Fruelovi potomci trůn natrvalo, první z nich byl Ramiro I. Po smrti Alfonse III. (910) bylo království rozděleno mezi jeho syny. 10. století bylo charakterizováno rodinným bojem, který byl ukončen až nástupem Bermuda II. v roce 984. Během tohoto období však rostla moc sousedního Navarrského (Pamplonského) království  a v roce 1034 Pamploňané dobyli León. Vláda dynastie skončila o tři roky později, když byl Bermudo III. zabit v bitvě proti svému švagrovi Ferdinandovi Kastilskému z dynastie Jiménezů z Pamplony, který poté převzal trůn. 
Historiografie produkovaná dynastií a na její podporu, jako Kronika Alfonse III. (konec 9. století), tvrdila, že vévoda Petr byl potomkem vizigótiského krále Rekkareda I. a zdůrazňovala údajný gótský původ dynastie.
|                                     |                                     |                                     |                                     |                                     |                                     |                                   |                                   | Pelayo Asturský král 718-737                                 | Pelayo Asturský král 718-737                                 | Pelayo Asturský král 718-737                                 | Pelayo Asturský král 718-737                                 | Pelayo Asturský král 718-737                                 | Pelayo Asturský král 718-737                                 |                             |                             |                                                  |                                                  |                                                  |                                                  |                                                  |                                                  |                                                 |                                                 |                                   |                                   |                                  |                                  | Petr z Kantábrie                                        | Petr z Kantábrie                                        | Petr z Kantábrie                                        | Petr z Kantábrie                                        | Petr z Kantábrie                                        | Petr z Kantábrie                                        |                                               |                                               |                                               |                                               |                |                |                                               |                                               |                                               |                                               |                                               |                                               |  |  |
|                                     |                                     |                                     |                                     |                                     |                                     |                                   |                                   | Pelayo Asturský král 718-737                                 | Pelayo Asturský král 718-737                                 | Pelayo Asturský král 718-737                                 | Pelayo Asturský král 718-737                                 | Pelayo Asturský král 718-737                                 | Pelayo Asturský král 718-737                                 |                             |                             |                                                  |                                                  |                                                  |                                                  |                                                  |                                                  |                                                 |                                                 |                                   |                                   |                                  |                                  | Petr z Kantábrie                                        | Petr z Kantábrie                                        | Petr z Kantábrie                                        | Petr z Kantábrie                                        | Petr z Kantábrie                                        | Petr z Kantábrie                                        |                                               |                                               |                                               |                                               |                |                |                                               |                                               |                                               |                                               |                                               |                                               |  |  |
|                                     |                                     |                                     |                                     |                                     |                                     |                                   |                                   |                                                              |                                                              |                                                              |                                                              |                                                              |                                                              |                             |                             |                                                  |                                                  |                                                  |                                                  |                                                  |                                                  |                                                 |                                                 |                                   |                                   |                                  |                                  |                                                         |                                                         |                                                         |                                                         |                                                         |                                                         |                                               |                                               |                                               |                                               |                |                |                                               |                                               |                                               |                                               |                                               |                                               |  |  |
|                                     |                                     |                                     |                                     |                                     |                                     |                                   |                                   |                                                              |                                                              |                                                              |                                                              |                                                              |                                                              |                             |                             |                                                  |                                                  |                                                  |                                                  |                                                  |                                                  |                                                 |                                                 |                                   |                                   |                                  |                                  |                                                         |                                                         |                                                         |                                                         |                                                         |                                                         |                                               |                                               |                                               |                                               |                |                |                                               |                                               |                                               |                                               |                                               |                                               |  |  |
|                                     |                                     |                                     |                                     | Favila Asturský král 737-739        | Favila Asturský král 737-739        | Favila Asturský král 737-739      | Favila Asturský král 737-739      | Favila Asturský král 737-739                                 | Favila Asturský král 737-739                                 |                                                              |                                                              | Ermesinda                                                    | Ermesinda                                                    | Ermesinda                   | Ermesinda                   | Ermesinda                                        | Ermesinda                                        |                                                  |                                                  | Alfons I. Asturský král 739-757                  | Alfons I. Asturský král 739-757                  | Alfons I. Asturský král 739-757                 | Alfons I. Asturský král 739-757                 | Alfons I. Asturský král 739-757   | Alfons I. Asturský král 739-757   |                                  |                                  |                                                         |                                                         |                                                         |                                                         |                                                         |                                                         |                                               |                                               | Fruela                                        | Fruela                                        | Fruela         | Fruela         | Fruela                                        | Fruela                                        |                                               |                                               |                                               |                                               |  |  |
|                                     |                                     |                                     |                                     | Favila Asturský král 737-739        | Favila Asturský král 737-739        | Favila Asturský král 737-739      | Favila Asturský král 737-739      | Favila Asturský král 737-739                                 | Favila Asturský král 737-739                                 |                                                              |                                                              | Ermesinda                                                    | Ermesinda                                                    | Ermesinda                   | Ermesinda                   | Ermesinda                                        | Ermesinda                                        |                                                  |                                                  | Alfons I. Asturský král 739-757                  | Alfons I. Asturský král 739-757                  | Alfons I. Asturský král 739-757                 | Alfons I. Asturský král 739-757                 | Alfons I. Asturský král 739-757   | Alfons I. Asturský král 739-757   |                                  |                                  |                                                         |                                                         |                                                         |                                                         |                                                         |                                                         |                                               |                                               | Fruela                                        | Fruela                                        | Fruela         | Fruela         | Fruela                                        | Fruela                                        |                                               |                                               |                                               |                                               |  |  |
|                                     |                                     |                                     |                                     |                                     |                                     |                                   |                                   |                                                              |                                                              |                                                              |                                                              |                                                              |                                                              |                             |                             |                                                  |                                                  |                                                  |                                                  |                                                  |                                                  |                                                 |                                                 |                                   |                                   |                                  |                                  |                                                         |                                                         |                                                         |                                                         |                                                         |                                                         |                                               |                                               |                                               |                                               |                |                |                                               |                                               |                                               |                                               |                                               |                                               |  |  |
|                                     |                                     |                                     |                                     |                                     |                                     |                                   |                                   |                                                              |                                                              |                                                              |                                                              |                                                              |                                                              |                             |                             |                                                  |                                                  |                                                  |                                                  |                                                  |                                                  |                                                 |                                                 |                                   |                                   |                                  |                                  |                                                         |                                                         |                                                         |                                                         |                                                         |                                                         |                                               |                                               |                                               |                                               |                |                |                                               |                                               |                                               |                                               |                                               |                                               |  |  |
| Fruela I. Asturský král 757-768     | Fruela I. Asturský král 757-768     | Fruela I. Asturský král 757-768     | Fruela I. Asturský král 757-768     | Fruela I. Asturský král 757-768     | Fruela I. Asturský král 757-768     |                                   |                                   | Adosinda                                                     | Adosinda                                                     | Adosinda                                                     | Adosinda                                                     | Adosinda                                                     | Adosinda                                                     |                             |                             | Silo Asturský král 774-783                       | Silo Asturský král 774-783                       | Silo Asturský král 774-783                       | Silo Asturský král 774-783                       | Silo Asturský král 774-783                       | Silo Asturský král 774-783                       |                                                 |                                                 | Mauregatus Asturský král 783-789  | Mauregatus Asturský král 783-789  | Mauregatus Asturský král 783-789 | Mauregatus Asturský král 783-789 | Mauregatus Asturský král 783-789                        | Mauregatus Asturský král 783-789                        |                                                         |                                                         | Aurelius Asturský král 768-774                          | Aurelius Asturský král 768-774                          | Aurelius Asturský král 768-774                | Aurelius Asturský král 768-774                | Aurelius Asturský král 768-774                | Aurelius Asturský král 768-774                |                |                | Bermudo I. Asturský král 789-791 (abd.) † 797 | Bermudo I. Asturský král 789-791 (abd.) † 797 | Bermudo I. Asturský král 789-791 (abd.) † 797 | Bermudo I. Asturský král 789-791 (abd.) † 797 | Bermudo I. Asturský král 789-791 (abd.) † 797 | Bermudo I. Asturský král 789-791 (abd.) † 797 |  |  |
| Fruela I. Asturský král 757-768     | Fruela I. Asturský král 757-768     | Fruela I. Asturský král 757-768     | Fruela I. Asturský král 757-768     | Fruela I. Asturský král 757-768     | Fruela I. Asturský král 757-768     |                                   |                                   | Adosinda                                                     | Adosinda                                                     | Adosinda                                                     | Adosinda                                                     | Adosinda                                                     | Adosinda                                                     |                             |                             | Silo Asturský král 774-783                       | Silo Asturský král 774-783                       | Silo Asturský král 774-783                       | Silo Asturský král 774-783                       | Silo Asturský král 774-783                       | Silo Asturský král 774-783                       |                                                 |                                                 | Mauregatus Asturský král 783-789  | Mauregatus Asturský král 783-789  | Mauregatus Asturský král 783-789 | Mauregatus Asturský král 783-789 | Mauregatus Asturský král 783-789                        | Mauregatus Asturský král 783-789                        |                                                         |                                                         | Aurelius Asturský král 768-774                          | Aurelius Asturský král 768-774                          | Aurelius Asturský král 768-774                | Aurelius Asturský král 768-774                | Aurelius Asturský král 768-774                | Aurelius Asturský král 768-774                |                |                | Bermudo I. Asturský král 789-791 (abd.) † 797 | Bermudo I. Asturský král 789-791 (abd.) † 797 | Bermudo I. Asturský král 789-791 (abd.) † 797 | Bermudo I. Asturský král 789-791 (abd.) † 797 | Bermudo I. Asturský král 789-791 (abd.) † 797 | Bermudo I. Asturský král 789-791 (abd.) † 797 |  |  |
|                                     |                                     |                                     |                                     |                                     |                                     |                                   |                                   |                                                              |                                                              |                                                              |                                                              |                                                              |                                                              |                             |                             |                                                  |                                                  |                                                  |                                                  |                                                  |                                                  |                                                 |                                                 |                                   |                                   |                                  |                                  |                                                         |                                                         |                                                         |                                                         |                                                         |                                                         |                                               |                                               |                                               |                                               |                |                |                                               |                                               |                                               |                                               |                                               |                                               |  |  |
|                                     |                                     |                                     |                                     |                                     |                                     |                                   |                                   |                                                              |                                                              |                                                              |                                                              |                                                              |                                                              |                             |                             |                                                  |                                                  |                                                  |                                                  |                                                  |                                                  |                                                 |                                                 |                                   |                                   |                                  |                                  |                                                         |                                                         |                                                         |                                                         |                                                         |                                                         |                                               |                                               |                                               |                                               |                |                |                                               |                                               |                                               |                                               |                                               |                                               |  |  |
| Alfons II. Asturský král 791-842    | Alfons II. Asturský král 791-842    | Alfons II. Asturský král 791-842    | Alfons II. Asturský král 791-842    | Alfons II. Asturský král 791-842    | Alfons II. Asturský král 791-842    |                                   |                                   |                                                              |                                                              |                                                              |                                                              |                                                              |                                                              |                             |                             | Nepotian Asturský král 842                       | Nepotian Asturský král 842                       | Nepotian Asturský král 842                       | Nepotian Asturský král 842                       | Nepotian Asturský král 842                       | Nepotian Asturský král 842                       |                                                 |                                                 |                                   |                                   |                                  |                                  | Ramiro I Asturský král 842-850                          | Ramiro I Asturský král 842-850                          | Ramiro I Asturský král 842-850                          | Ramiro I Asturský král 842-850                          | Ramiro I Asturský král 842-850                          | Ramiro I Asturský král 842-850                          |                                               |                                               |                                               |                                               |                |                |                                               |                                               |                                               |                                               |                                               |                                               |  |  |
| Alfons II. Asturský král 791-842    | Alfons II. Asturský král 791-842    | Alfons II. Asturský král 791-842    | Alfons II. Asturský král 791-842    | Alfons II. Asturský král 791-842    | Alfons II. Asturský král 791-842    |                                   |                                   |                                                              |                                                              |                                                              |                                                              |                                                              |                                                              |                             |                             | Nepotian Asturský král 842                       | Nepotian Asturský král 842                       | Nepotian Asturský král 842                       | Nepotian Asturský král 842                       | Nepotian Asturský král 842                       | Nepotian Asturský král 842                       |                                                 |                                                 |                                   |                                   |                                  |                                  | Ramiro I Asturský král 842-850                          | Ramiro I Asturský král 842-850                          | Ramiro I Asturský král 842-850                          | Ramiro I Asturský král 842-850                          | Ramiro I Asturský král 842-850                          | Ramiro I Asturský král 842-850                          |                                               |                                               |                                               |                                               |                |                |                                               |                                               |                                               |                                               |                                               |                                               |  |  |
|                                     |                                     |                                     |                                     |                                     |                                     |                                   |                                   | kinsmen                                                      |                                                              |                                                              |                                                              |                                                              |                                                              |                             |                             |                                                  |                                                  |                                                  |                                                  |                                                  |                                                  |                                                 |                                                 |                                   |                                   |                                  |                                  |                                                         |                                                         |                                                         |                                                         |                                                         |                                                         |                                               |                                               |                                               |                                               |                |                |                                               |                                               |                                               |                                               |                                               |                                               |  |  |
|                                     |                                     |                                     |                                     |                                     |                                     |                                   |                                   |                                                              |                                                              |                                                              |                                                              |                                                              |                                                              |                             |                             |                                                  |                                                  |                                                  |                                                  |                                                  |                                                  |                                                 |                                                 |                                   |                                   |                                  |                                  |                                                         |                                                         |                                                         |                                                         |                                                         |                                                         |                                               |                                               |                                               |                                               |                |                |                                               |                                               |                                               |                                               |                                               |                                               |  |  |
|                                     |                                     |                                     |                                     |                                     |                                     |                                   |                                   |                                                              |                                                              |                                                              |                                                              |                                                              |                                                              |                             |                             |                                                  |                                                  |                                                  |                                                  |                                                  |                                                  |                                                 |                                                 |                                   |                                   |                                  |                                  | Ordoño I. Asturský král 850-866                         |                                                         |                                                         |                                                         |                                                         |                                                         |                                               |                                               |                                               |                                               |                |                |                                               |                                               |                                               |                                               |                                               |                                               |  |  |
|                                     |                                     |                                     |                                     |                                     |                                     |                                   |                                   |                                                              |                                                              |                                                              |                                                              |                                                              |                                                              |                             |                             |                                                  |                                                  |                                                  |                                                  |                                                  |                                                  |                                                 |                                                 |                                   |                                   |                                  |                                  |                                                         |                                                         |                                                         |                                                         |                                                         |                                                         |                                               |                                               |                                               |                                               |                |                |                                               |                                               |                                               |                                               |                                               |                                               |  |  |
|                                     |                                     |                                     |                                     |                                     |                                     |                                   |                                   |                                                              |                                                              |                                                              |                                                              |                                                              |                                                              |                             |                             |                                                  |                                                  |                                                  |                                                  |                                                  |                                                  |                                                 |                                                 |                                   |                                   |                                  |                                  |                                                         |                                                         |                                                         |                                                         |                                                         |                                                         |                                               |                                               |                                               |                                               |                |                |                                               |                                               |                                               |                                               |                                               |                                               |  |  |
|                                     |                                     |                                     |                                     |                                     |                                     |                                   |                                   |                                                              |                                                              |                                                              |                                                              |                                                              |                                                              |                             |                             |                                                  |                                                  |                                                  |                                                  |                                                  |                                                  |                                                 |                                                 |                                   |                                   |                                  |                                  |                                                         |                                                         |                                                         |                                                         |                                                         |                                                         |                                               |                                               |                                               |                                               |                |                |                                               |                                               |                                               |                                               |                                               |                                               |  |  |
|                                     |                                     | Fruela uchvatitel 866               | Fruela uchvatitel 866               | Fruela uchvatitel 866               | Fruela uchvatitel 866               | Fruela uchvatitel 866             | Fruela uchvatitel 866             |                                                              |                                                              |                                                              |                                                              |                                                              |                                                              |                             |                             |                                                  |                                                  |                                                  |                                                  |                                                  |                                                  |                                                 |                                                 |                                   |                                   |                                  |                                  | Alfonso III Asturský král 866-909 (abd.) † 910          | Alfonso III Asturský král 866-909 (abd.) † 910          | Alfonso III Asturský král 866-909 (abd.) † 910          | Alfonso III Asturský král 866-909 (abd.) † 910          | Alfonso III Asturský král 866-909 (abd.) † 910          | Alfonso III Asturský král 866-909 (abd.) † 910          |                                               |                                               |                                               |                                               |                |                |                                               |                                               |                                               |                                               |                                               |                                               |  |  |
|                                     |                                     | Fruela uchvatitel 866               | Fruela uchvatitel 866               | Fruela uchvatitel 866               | Fruela uchvatitel 866               | Fruela uchvatitel 866             | Fruela uchvatitel 866             |                                                              |                                                              |                                                              |                                                              |                                                              |                                                              |                             |                             |                                                  |                                                  |                                                  |                                                  |                                                  |                                                  |                                                 |                                                 |                                   |                                   |                                  |                                  | Alfonso III Asturský král 866-909 (abd.) † 910          | Alfonso III Asturský král 866-909 (abd.) † 910          | Alfonso III Asturský král 866-909 (abd.) † 910          | Alfonso III Asturský král 866-909 (abd.) † 910          | Alfonso III Asturský král 866-909 (abd.) † 910          | Alfonso III Asturský král 866-909 (abd.) † 910          |                                               |                                               |                                               |                                               |                |                |                                               |                                               |                                               |                                               |                                               |                                               |  |  |
|                                     |                                     |                                     |                                     |                                     |                                     |                                   |                                   |                                                              |                                                              |                                                              |                                                              |                                                              |                                                              |                             |                             |                                                  |                                                  |                                                  |                                                  |                                                  |                                                  |                                                 |                                                 |                                   |                                   |                                  |                                  |                                                         |                                                         |                                                         |                                                         |                                                         |                                                         |                                               |                                               |                                               |                                               |                |                |                                               |                                               |                                               |                                               |                                               |                                               |  |  |
|                                     |                                     |                                     |                                     |                                     |                                     |                                   |                                   |                                                              |                                                              |                                                              |                                                              |                                                              |                                                              |                             |                             |                                                  |                                                  |                                                  |                                                  |                                                  |                                                  |                                                 |                                                 |                                   |                                   |                                  |                                  |                                                         |                                                         |                                                         |                                                         |                                                         |                                                         |                                               |                                               |                                               |                                               |                |                |                                               |                                               |                                               |                                               |                                               |                                               |  |  |
|                                     |                                     |                                     |                                     |                                     |                                     |                                   |                                   |                                                              |                                                              | García I král Leónu 909-914                                  | García I král Leónu 909-914                                  | García I král Leónu 909-914                                  | García I král Leónu 909-914                                  | García I král Leónu 909-914 | García I král Leónu 909-914 |                                                  |                                                  | Ordoño II. král Galicie 909-924 & Leónu 914-924  | Ordoño II. král Galicie 909-924 & Leónu 914-924  | Ordoño II. král Galicie 909-924 & Leónu 914-924  | Ordoño II. král Galicie 909-924 & Leónu 914-924  | Ordoño II. král Galicie 909-924 & Leónu 914-924 | Ordoño II. král Galicie 909-924 & Leónu 914-924 |                                   |                                   |                                  |                                  | Fruela II. král Asturie 909-925 Galicie & Leónu 924-925 | Fruela II. král Asturie 909-925 Galicie & Leónu 924-925 | Fruela II. král Asturie 909-925 Galicie & Leónu 924-925 | Fruela II. král Asturie 909-925 Galicie & Leónu 924-925 | Fruela II. král Asturie 909-925 Galicie & Leónu 924-925 | Fruela II. král Asturie 909-925 Galicie & Leónu 924-925 |                                               |                                               | Ramiro Uchazeč                                | Ramiro Uchazeč                                | Ramiro Uchazeč | Ramiro Uchazeč | Ramiro Uchazeč                                | Ramiro Uchazeč                                |                                               |                                               |                                               |                                               |  |  |
|                                     |                                     |                                     |                                     |                                     |                                     |                                   |                                   |                                                              |                                                              | García I král Leónu 909-914                                  | García I král Leónu 909-914                                  | García I král Leónu 909-914                                  | García I král Leónu 909-914                                  | García I král Leónu 909-914 | García I král Leónu 909-914 |                                                  |                                                  | Ordoño II. král Galicie 909-924 & Leónu 914-924  | Ordoño II. král Galicie 909-924 & Leónu 914-924  | Ordoño II. král Galicie 909-924 & Leónu 914-924  | Ordoño II. král Galicie 909-924 & Leónu 914-924  | Ordoño II. král Galicie 909-924 & Leónu 914-924 | Ordoño II. král Galicie 909-924 & Leónu 914-924 |                                   |                                   |                                  |                                  | Fruela II. král Asturie 909-925 Galicie & Leónu 924-925 | Fruela II. král Asturie 909-925 Galicie & Leónu 924-925 | Fruela II. král Asturie 909-925 Galicie & Leónu 924-925 | Fruela II. král Asturie 909-925 Galicie & Leónu 924-925 | Fruela II. král Asturie 909-925 Galicie & Leónu 924-925 | Fruela II. král Asturie 909-925 Galicie & Leónu 924-925 |                                               |                                               | Ramiro Uchazeč                                | Ramiro Uchazeč                                | Ramiro Uchazeč | Ramiro Uchazeč | Ramiro Uchazeč                                | Ramiro Uchazeč                                |                                               |                                               |                                               |                                               |  |  |
|                                     |                                     |                                     |                                     |                                     |                                     |                                   |                                   |                                                              |                                                              |                                                              |                                                              |                                                              |                                                              |                             |                             |                                                  |                                                  |                                                  |                                                  |                                                  |                                                  |                                                 |                                                 |                                   |                                   |                                  |                                  |                                                         |                                                         |                                                         |                                                         |                                                         |                                                         |                                               |                                               |                                               |                                               |                |                |                                               |                                               |                                               |                                               |                                               |                                               |  |  |
|                                     |                                     |                                     |                                     |                                     |                                     |                                   |                                   |                                                              |                                                              |                                                              |                                                              |                                                              |                                                              |                             |                             |                                                  |                                                  |                                                  |                                                  |                                                  |                                                  |                                                 |                                                 |                                   |                                   |                                  |                                  |                                                         |                                                         |                                                         |                                                         |                                                         |                                                         |                                               |                                               |                                               |                                               |                |                |                                               |                                               |                                               |                                               |                                               |                                               |  |  |
| Sancho Ordóñez král Galicie 926-929 | Sancho Ordóñez král Galicie 926-929 | Sancho Ordóñez král Galicie 926-929 | Sancho Ordóñez král Galicie 926-929 | Sancho Ordóñez král Galicie 926-929 | Sancho Ordóñez král Galicie 926-929 |                                   |                                   | Alfons IV. král Leónu 926-931 & Galicie 929-931 (abd.) † 933 | Alfons IV. král Leónu 926-931 & Galicie 929-931 (abd.) † 933 | Alfons IV. král Leónu 926-931 & Galicie 929-931 (abd.) † 933 | Alfons IV. král Leónu 926-931 & Galicie 929-931 (abd.) † 933 | Alfons IV. král Leónu 926-931 & Galicie 929-931 (abd.) † 933 | Alfons IV. král Leónu 926-931 & Galicie 929-931 (abd.) † 933 |                             |                             |                                                  |                                                  |                                                  |                                                  | Ramiro II. král Leónu 931-951                    | Ramiro II. král Leónu 931-951                    | Ramiro II. král Leónu 931-951                   | Ramiro II. král Leónu 931-951                   | Ramiro II. král Leónu 931-951     | Ramiro II. král Leónu 931-951     |                                  |                                  | Alfonso Froilaz král Leónu 925-926 (svržen) † 932       | Alfonso Froilaz král Leónu 925-926 (svržen) † 932       | Alfonso Froilaz král Leónu 925-926 (svržen) † 932       | Alfonso Froilaz král Leónu 925-926 (svržen) † 932       | Alfonso Froilaz král Leónu 925-926 (svržen) † 932       | Alfonso Froilaz král Leónu 925-926 (svržen) † 932       |                                               |                                               |                                               |                                               |                |                |                                               |                                               |                                               |                                               |                                               |                                               |  |  |
| Sancho Ordóñez král Galicie 926-929 | Sancho Ordóñez král Galicie 926-929 | Sancho Ordóñez král Galicie 926-929 | Sancho Ordóñez král Galicie 926-929 | Sancho Ordóñez král Galicie 926-929 | Sancho Ordóñez král Galicie 926-929 |                                   |                                   | Alfons IV. král Leónu 926-931 & Galicie 929-931 (abd.) † 933 | Alfons IV. král Leónu 926-931 & Galicie 929-931 (abd.) † 933 | Alfons IV. král Leónu 926-931 & Galicie 929-931 (abd.) † 933 | Alfons IV. král Leónu 926-931 & Galicie 929-931 (abd.) † 933 | Alfons IV. král Leónu 926-931 & Galicie 929-931 (abd.) † 933 | Alfons IV. král Leónu 926-931 & Galicie 929-931 (abd.) † 933 |                             |                             |                                                  |                                                  |                                                  |                                                  | Ramiro II. král Leónu 931-951                    | Ramiro II. král Leónu 931-951                    | Ramiro II. král Leónu 931-951                   | Ramiro II. král Leónu 931-951                   | Ramiro II. král Leónu 931-951     | Ramiro II. král Leónu 931-951     |                                  |                                  | Alfonso Froilaz král Leónu 925-926 (svržen) † 932       | Alfonso Froilaz král Leónu 925-926 (svržen) † 932       | Alfonso Froilaz král Leónu 925-926 (svržen) † 932       | Alfonso Froilaz král Leónu 925-926 (svržen) † 932       | Alfonso Froilaz král Leónu 925-926 (svržen) † 932       | Alfonso Froilaz král Leónu 925-926 (svržen) † 932       |                                               |                                               |                                               |                                               |                |                |                                               |                                               |                                               |                                               |                                               |                                               |  |  |
|                                     |                                     |                                     |                                     |                                     |                                     |                                   |                                   |                                                              |                                                              |                                                              |                                                              |                                                              |                                                              |                             |                             |                                                  |                                                  |                                                  |                                                  |                                                  |                                                  |                                                 |                                                 |                                   |                                   |                                  |                                  |                                                         |                                                         |                                                         |                                                         |                                                         |                                                         |                                               |                                               |                                               |                                               |                |                |                                               |                                               |                                               |                                               |                                               |                                               |  |  |
|                                     |                                     |                                     |                                     |                                     |                                     |                                   |                                   |                                                              |                                                              |                                                              |                                                              |                                                              |                                                              |                             |                             |                                                  |                                                  |                                                  |                                                  |                                                  |                                                  |                                                 |                                                 |                                   |                                   |                                  |                                  |                                                         |                                                         |                                                         |                                                         |                                                         |                                                         |                                               |                                               |                                               |                                               |                |                |                                               |                                               |                                               |                                               |                                               |                                               |  |  |
|                                     |                                     |                                     |                                     |                                     |                                     |                                   |                                   | Ordoño IV. král Leónu 958-960 (svržen) † c.962               | Ordoño IV. král Leónu 958-960 (svržen) † c.962               | Ordoño IV. král Leónu 958-960 (svržen) † c.962               | Ordoño IV. král Leónu 958-960 (svržen) † c.962               | Ordoño IV. král Leónu 958-960 (svržen) † c.962               | Ordoño IV. král Leónu 958-960 (svržen) † c.962               |                             |                             | Ordoño III. král Leónu 951-956                   | Ordoño III. král Leónu 951-956                   | Ordoño III. král Leónu 951-956                   | Ordoño III. král Leónu 951-956                   | Ordoño III. král Leónu 951-956                   | Ordoño III. král Leónu 951-956                   |                                                 |                                                 | Elvira Ramírez regent             | Elvira Ramírez regent             | Elvira Ramírez regent            | Elvira Ramírez regent            | Elvira Ramírez regent                                   | Elvira Ramírez regent                                   |                                                         |                                                         | Sancho I. král Leónu 956-958 (svržen) 960-966           | Sancho I. král Leónu 956-958 (svržen) 960-966           | Sancho I. král Leónu 956-958 (svržen) 960-966 | Sancho I. král Leónu 956-958 (svržen) 960-966 | Sancho I. král Leónu 956-958 (svržen) 960-966 | Sancho I. král Leónu 956-958 (svržen) 960-966 |                |                |                                               |                                               |                                               |                                               |                                               |                                               |  |  |
|                                     |                                     |                                     |                                     |                                     |                                     |                                   |                                   | Ordoño IV. král Leónu 958-960 (svržen) † c.962               | Ordoño IV. král Leónu 958-960 (svržen) † c.962               | Ordoño IV. král Leónu 958-960 (svržen) † c.962               | Ordoño IV. král Leónu 958-960 (svržen) † c.962               | Ordoño IV. král Leónu 958-960 (svržen) † c.962               | Ordoño IV. král Leónu 958-960 (svržen) † c.962               |                             |                             | Ordoño III. král Leónu 951-956                   | Ordoño III. král Leónu 951-956                   | Ordoño III. král Leónu 951-956                   | Ordoño III. král Leónu 951-956                   | Ordoño III. král Leónu 951-956                   | Ordoño III. král Leónu 951-956                   |                                                 |                                                 | Elvira Ramírez regent             | Elvira Ramírez regent             | Elvira Ramírez regent            | Elvira Ramírez regent            | Elvira Ramírez regent                                   | Elvira Ramírez regent                                   |                                                         |                                                         | Sancho I. král Leónu 956-958 (svržen) 960-966           | Sancho I. král Leónu 956-958 (svržen) 960-966           | Sancho I. král Leónu 956-958 (svržen) 960-966 | Sancho I. král Leónu 956-958 (svržen) 960-966 | Sancho I. král Leónu 956-958 (svržen) 960-966 | Sancho I. král Leónu 956-958 (svržen) 960-966 |                |                |                                               |                                               |                                               |                                               |                                               |                                               |  |  |
|                                     |                                     |                                     |                                     |                                     |                                     |                                   |                                   |                                                              |                                                              |                                                              |                                                              |                                                              |                                                              |                             |                             |                                                  |                                                  |                                                  |                                                  |                                                  |                                                  |                                                 |                                                 |                                   |                                   |                                  |                                  |                                                         |                                                         |                                                         |                                                         |                                                         |                                                         |                                               |                                               |                                               |                                               |                |                |                                               |                                               |                                               |                                               |                                               |                                               |  |  |
|                                     |                                     |                                     |                                     |                                     |                                     |                                   |                                   |                                                              |                                                              |                                                              |                                                              |                                                              |                                                              |                             |                             |                                                  |                                                  |                                                  |                                                  |                                                  |                                                  |                                                 |                                                 |                                   |                                   |                                  |                                  |                                                         |                                                         |                                                         |                                                         |                                                         |                                                         |                                               |                                               |                                               |                                               |                |                |                                               |                                               |                                               |                                               |                                               |                                               |  |  |
|                                     |                                     |                                     |                                     |                                     |                                     |                                   |                                   |                                                              |                                                              |                                                              |                                                              |                                                              |                                                              |                             |                             | Bermudo II. král Galicie 982-999 & Leónu 984-999 | Bermudo II. král Galicie 982-999 & Leónu 984-999 | Bermudo II. král Galicie 982-999 & Leónu 984-999 | Bermudo II. král Galicie 982-999 & Leónu 984-999 | Bermudo II. král Galicie 982-999 & Leónu 984-999 | Bermudo II. král Galicie 982-999 & Leónu 984-999 |                                                 |                                                 |                                   |                                   |                                  |                                  |                                                         |                                                         |                                                         |                                                         | Ramiro III. král Leónu 966-84 (svržen) † 985            | Ramiro III. král Leónu 966-84 (svržen) † 985            | Ramiro III. král Leónu 966-84 (svržen) † 985  | Ramiro III. král Leónu 966-84 (svržen) † 985  | Ramiro III. král Leónu 966-84 (svržen) † 985  | Ramiro III. král Leónu 966-84 (svržen) † 985  |                |                |                                               |                                               |                                               |                                               |                                               |                                               |  |  |
|                                     |                                     |                                     |                                     |                                     |                                     |                                   |                                   |                                                              |                                                              |                                                              |                                                              |                                                              |                                                              |                             |                             | Bermudo II. král Galicie 982-999 & Leónu 984-999 | Bermudo II. král Galicie 982-999 & Leónu 984-999 | Bermudo II. král Galicie 982-999 & Leónu 984-999 | Bermudo II. král Galicie 982-999 & Leónu 984-999 | Bermudo II. král Galicie 982-999 & Leónu 984-999 | Bermudo II. král Galicie 982-999 & Leónu 984-999 |                                                 |                                                 |                                   |                                   |                                  |                                  |                                                         |                                                         |                                                         |                                                         | Ramiro III. král Leónu 966-84 (svržen) † 985            | Ramiro III. král Leónu 966-84 (svržen) † 985            | Ramiro III. král Leónu 966-84 (svržen) † 985  | Ramiro III. král Leónu 966-84 (svržen) † 985  | Ramiro III. král Leónu 966-84 (svržen) † 985  | Ramiro III. král Leónu 966-84 (svržen) † 985  |                |                |                                               |                                               |                                               |                                               |                                               |                                               |  |  |
|                                     |                                     |                                     |                                     |                                     |                                     |                                   |                                   |                                                              |                                                              |                                                              |                                                              |                                                              |                                                              |                             |                             |                                                  |                                                  |                                                  |                                                  |                                                  |                                                  |                                                 |                                                 |                                   |                                   |                                  |                                  |                                                         |                                                         |                                                         |                                                         |                                                         |                                                         |                                               |                                               |                                               |                                               |                |                |                                               |                                               |                                               |                                               |                                               |                                               |  |  |
|                                     |                                     |                                     |                                     |                                     |                                     |                                   |                                   |                                                              |                                                              |                                                              |                                                              |                                                              |                                                              |                             |                             |                                                  |                                                  |                                                  |                                                  |                                                  |                                                  |                                                 |                                                 |                                   |                                   |                                  |                                  |                                                         |                                                         |                                                         |                                                         |                                                         |                                                         |                                               |                                               |                                               |                                               |                |                |                                               |                                               |                                               |                                               |                                               |                                               |  |  |
|                                     |                                     |                                     |                                     |                                     |                                     |                                   |                                   |                                                              |                                                              |                                                              |                                                              |                                                              |                                                              |                             |                             | Alfons V. král Leónu 999-1028                    | Alfons V. král Leónu 999-1028                    | Alfons V. král Leónu 999-1028                    | Alfons V. král Leónu 999-1028                    | Alfons V. král Leónu 999-1028                    | Alfons V. král Leónu 999-1028                    |                                                 |                                                 | Cristina Bermúdez                 | Cristina Bermúdez                 | Cristina Bermúdez                | Cristina Bermúdez                | Cristina Bermúdez                                       | Cristina Bermúdez                                       |                                                         |                                                         | Ordoño Ramírez                                          | Ordoño Ramírez                                          | Ordoño Ramírez                                | Ordoño Ramírez                                | Ordoño Ramírez                                | Ordoño Ramírez                                |                |                |                                               |                                               |                                               |                                               |                                               |                                               |  |  |
|                                     |                                     |                                     |                                     |                                     |                                     |                                   |                                   |                                                              |                                                              |                                                              |                                                              |                                                              |                                                              |                             |                             | Alfons V. král Leónu 999-1028                    | Alfons V. král Leónu 999-1028                    | Alfons V. král Leónu 999-1028                    | Alfons V. král Leónu 999-1028                    | Alfons V. král Leónu 999-1028                    | Alfons V. král Leónu 999-1028                    |                                                 |                                                 | Cristina Bermúdez                 | Cristina Bermúdez                 | Cristina Bermúdez                | Cristina Bermúdez                | Cristina Bermúdez                                       | Cristina Bermúdez                                       |                                                         |                                                         | Ordoño Ramírez                                          | Ordoño Ramírez                                          | Ordoño Ramírez                                | Ordoño Ramírez                                | Ordoño Ramírez                                | Ordoño Ramírez                                |                |                |                                               |                                               |                                               |                                               |                                               |                                               |  |  |
|                                     |                                     |                                     |                                     |                                     |                                     |                                   |                                   |                                                              |                                                              |                                                              |                                                              |                                                              |                                                              |                             |                             |                                                  |                                                  |                                                  |                                                  |                                                  |                                                  |                                                 |                                                 |                                   |                                   |                                  |                                  |                                                         |                                                         |                                                         |                                                         |                                                         |                                                         |                                               |                                               |                                               |                                               |                |                |                                               |                                               |                                               |                                               |                                               |                                               |  |  |
|                                     |                                     |                                     |                                     |                                     |                                     |                                   |                                   |                                                              |                                                              |                                                              |                                                              |                                                              |                                                              |                             |                             |                                                  |                                                  |                                                  |                                                  |                                                  |                                                  |                                                 |                                                 |                                   |                                   |                                  |                                  |                                                         |                                                         |                                                         |                                                         |                                                         |                                                         |                                               |                                               |                                               |                                               |                |                |                                               |                                               |                                               |                                               |                                               |                                               |  |  |
|                                     |                                     |                                     |                                     | Ferdinand I. král Leónu 1037-1065   | Ferdinand I. král Leónu 1037-1065   | Ferdinand I. král Leónu 1037-1065 | Ferdinand I. král Leónu 1037-1065 | Ferdinand I. král Leónu 1037-1065                            | Ferdinand I. král Leónu 1037-1065                            |                                                              |                                                              | Sancha                                                       | Sancha                                                       | Sancha                      | Sancha                      | Sancha                                           | Sancha                                           |                                                  |                                                  | Bermudo III. král Leónu 1028-1037                | Bermudo III. král Leónu 1028-1037                | Bermudo III. král Leónu 1028-1037               | Bermudo III. král Leónu 1028-1037               | Bermudo III. král Leónu 1028-1037 | Bermudo III. král Leónu 1028-1037 |                                  |                                  | Ordoño                                                  | Ordoño                                                  | Ordoño                                                  | Ordoño                                                  | Ordoño                                                  | Ordoño                                                  |                                               |                                               |                                               |                                               |                |                |                                               |                                               |                                               |                                               |                                               |                                               |  |  |
|                                     |                                     |                                     |                                     | Ferdinand I. král Leónu 1037-1065   | Ferdinand I. král Leónu 1037-1065   | Ferdinand I. král Leónu 1037-1065 | Ferdinand I. král Leónu 1037-1065 | Ferdinand I. král Leónu 1037-1065                            | Ferdinand I. král Leónu 1037-1065                            |                                                              |                                                              | Sancha                                                       | Sancha                                                       | Sancha                      | Sancha                      | Sancha                                           | Sancha                                           |                                                  |                                                  | Bermudo III. král Leónu 1028-1037                | Bermudo III. král Leónu 1028-1037                | Bermudo III. král Leónu 1028-1037               | Bermudo III. král Leónu 1028-1037               | Bermudo III. král Leónu 1028-1037 | Bermudo III. král Leónu 1028-1037 |                                  |                                  | Ordoño                                                  | Ordoño                                                  | Ordoño                                                  | Ordoño                                                  | Ordoño                                                  | Ordoño                                                  |                                               |                                               |                                               |                                               |                |                |                                               |                                               |                                               |                                               |                                               |                                               |  |  |